# 172. pehotna brigada (samostojna)
172. pehotna brigada (samostojna) je pehotna brigada v sestavi Kopenske vojske ZDA. Julija 2001 je bila reorganizirana v Stryker brigadno bojno skupino.

## Zgodovina
Ukaz za ustanovitev brigade je bil izdan 5. avgust]a 1917; ustanovljena je bila 25. avgusta istega leta kot del 86. pehotne divizije v Campu Grant.
Septembra 1918 je prispela v francosko mesto Bordeaux. Med prvo svetovno vojno je opravljala dolžnost rezervne baze, saj so z njenimi pripadniki dopolnjevali druge vojaške formacije. V ZDA se je vrnila januarja 1919, kjer so jo nato razpustili.
Junija 1921 so jo organizirali kot rezervno enoto 86. divizije in jo aktivirali januarja 1922 v Springfieldu. Brigadni štab je bil marca 1942 reorganiziran in preimenovan v 3. vod, 86. izvidniški trop; decembra je bila aktivirana v aktivno službo v Campu Howze (Teksas) in avgusta 1943 reorganizirana v mehanizirano enoto. Januarja 1944 so trop premestili v Camp Livingston in septembra istega leta v Camp Coke. Decembra so jo premestili v Camp San Luis Obispo, kjer so izvedli amfibijsko usposabljanje. 19. februarja 1945 je celotna brigada odplula proti Franciji. 1. marca je prispela v Le Havre in nato sodelovala v amfibijskih operacijah v Nemčiji in Avstriji (prečkali so reke kot npr. Salzach, Donava, Isar, Inn,...). V tem času je bila v sestavi 1., 3., 7. in 15. armade.
17. junija je brigada prispela v New York, od koder je avgusta odpotovala v Camp Stoneman. 7. septembra so zapustili ZDA in odpluli proti Leyteju, kjer je ostala kot okupacijska sila do razpustitve decembra 1946.
3. vod, 86. mehanizirani trop je bil reaktiviran 20. maja 1963 in reorganiziran kot Štab in prištabna četa, 172. pehotna brigada. Uradno je bila ustanovljena 1. julija v Fort Richardsonu v sestavi USARAK. 1. julija 1974 je bila preimenovana v Poveljstvo sil, USARAK.
Brigada je tvorila ogrodje, na katerem so 16. aprila 1986 ustanovili 6. pehotno divizijo.
15. avgusta 1966 je bila brigada reorganizirana kot Štab in prištabna četa, 11. pehotna brigada. 1. julija 1966 je bila aktivirana na Havajih. Med vietnamsko vojno je sodelovala v številnih operacijah; zaradi tega je prejela tri viteške križce republike Vietnam s palmo. 30. novembra 1971 je bila brigada razpuščena v Fort Lewisu (Washington).
16. aprila 1986 je bila 11. pehotna brigada reorganizirana v 1. brigado, 6. pehotna divizija (lahka) in aktivirana v Fort Richardsonu (Aljaska). 16. julija 1994 je bila brigada reorganizirana v Fort Wainwrightu (z vzdevkom Brigada arktičnega bojevnika) in je bila edina arktična pehotna brigada v KOV ZDA.
Med julijem 1994, ko je bila 6. pehotna divizija (lahka) neaktivirana, so 1. brigado ukinili v Fort Richardsonu in aktivirali v Fort Wainwrightu. Decembra 1994 je bila brigada dodeljena 10. gorski diviziji, toda ohranila je staro oznako in mesto nastanitve. V letu 1997 je bila brigadna 217. signalna četa edina samostojna taktična komunikacijska četa v KOV ZDA.
17. aprila 1998 je bila 1. brigada, 6. pehotna divizija (lahka) preimenovana v 172. pehotna brigada (samostojna).
Julijaa 2002 je bila brigada namenjena za šestmesečno misijo na Sinaju, toda njeno mesto je prevzel 186. pehotni polk, zato da je lahko 172. pehotna brigada sodelovala v vojni proti terorizmu.
5. maja 2003 je KOV ZDA objavila, da bo brigado organizirala v Stryker brigadno bojno skupino; tako je bila prva formacija KOV ZDA, ki je bila organizirana v skladu z UMI. Brigada je dobila nalogo, da sestavi politiko personalnega vidika teh novih tipov brigad.
14. decembra 2004 je KOV ZDA objavila, da bo brigada premeščena v Irak v sklopu operacije Iraška svoboda; to naj bi se zgodilo med poletjem 2005 in 2006.

## Organizacija

### Prva svetovna vojna
- Štab
- 343. pehotni bataljon,
- 344. pehotni bataljon,
- 333. strojnični bataljon.

### Trenutna
- štab in prištabna četa
- 1. bataljon, 17. pehotni polk (ZDA)
- 2. bataljon, 1. pehotni polk (ZDA)
- 1. bataljon, 501. padalski pehotni polk (zračnoprevozni)
- 4. bataljon, 23. pehotni polk (ZDA)
- 4. eskadron, 14. konjeniški polk (ZDA)
- 4. bataljon, 11. poljski artilerijski polk (ZDA)
- 172. podporni bataljon
- E trop, 1. konjeniški polk (ZDA)
- 21. signalna četa
- 562. inženirska četa
- ADA vod